# Berliner Fußballmeisterschaft 1923/24
Die Berliner Fußballmeisterschaft 1923/24 war die dreizehnte unter dem Verband Brandenburgischer Ballspielvereine (VBB) ausgetragene Berliner Fußballmeisterschaft. Die Meisterschaft wurde in dieser Saison in zwei Gruppen zu je zehn Mannschaften im Rundenturnier mit Hin- und Rückspiel ausgetragen. Die beiden Gruppensieger spielten dann im Finale um die Berliner Fußballmeisterschaft. Am Ende konnte der BFC Alemannia 90 das Finale gegen den SV Norden-Nordwest gewinnen und wurde zum ersten Mal Berliner Fußballmeister. Mit diesem Sieg qualifizierte sich der Verein für die deutsche Fußballmeisterschaft 1923/24, bei der die Berliner jedoch bereits im Viertelfinale, nach einer deutlichen 1:6-Heimniederlage gegen den späteren Deutschen Fußballmeister 1. FC Nürnberg, ausschieden.

## Gruppe A
| Pl. | Verein                            | Sp. | S  | U | N  | Tore    | Quote | Punkte |
| --- | --------------------------------- | --- | -- | - | -- | ------- | ----- | ------ |
| 1.  | SV Norden-Nordwest                | 18  | 11 | 3 | 4  | 032:190 | 1,68  | 25:11  |
| 2.  | Berliner SV 1892                  | 18  | 8  | 5 | 5  | 039:320 | 1,22  | 21:15  |
| 3.  | BSC Kickers 1900 (N)              | 18  | 8  | 5 | 5  | 042:350 | 1,20  | 21:15  |
| 4.  | Berliner Tennis-Club Borussia (N) | 18  | 6  | 7 | 5  | 034:340 | 1,00  | 19:17  |
| 5.  | BV 06 Luckenwalde                 | 18  | 6  | 6 | 6  | 025:240 | 1,04  | 18:18  |
| 6.  | SC Union Charlottenburg           | 18  | 7  | 4 | 7  | 030:310 | 0,97  | 18:18  |
| 7.  | SC Union Oberschöneweide (M)      | 18  | 7  | 2 | 9  | 047:370 | 1,27  | 16:20  |
| 8.  | Weißenseer FC                     | 18  | 5  | 5 | 8  | 024:420 | 0,57  | 15:21  |
| 9.  | BTuFC Viktoria 1889               | 18  | 6  | 2 | 10 | 022:270 | 0,81  | 14:22  |
| 10. | Minerva 93 Berlin                 | 18  | 5  | 3 | 10 | 024:380 | 0,63  | 13:23  |

| (M) | Titelverteidiger |
| (N) | Aufsteiger       |

## Gruppe B
| Pl. | Verein                     | Sp. | S  | U | N  | Tore    | Quote | Punkte |
| --- | -------------------------- | --- | -- | - | -- | ------- | ----- | ------ |
| 1.  | BFC Alemannia 90           | 18  | 11 | 5 | 2  | 044:270 | 1,63  | 27:90  |
| 2.  | Hertha BSC (P)             | 18  | 10 | 6 | 2  | 035:180 | 1,94  | 26:10  |
| 3.  | BTuFC Union 1892           | 18  | 11 | 3 | 4  | 033:240 | 1,38  | 25:11  |
| 4.  | Spandauer SV               | 18  | 9  | 4 | 5  | 029:170 | 1,71  | 22:14  |
| 5.  | Vorwärts 90 Berlin         | 18  | 9  | 3 | 6  | 042:240 | 1,75  | 21:15  |
| 6.  | Potsdamer Sport-Union      | 18  | 7  | 3 | 8  | 028:260 | 1,08  | 17:19  |
| 7.  | SC Wacker Tegel            | 18  | 5  | 4 | 9  | 032:330 | 0,97  | 14:22  |
| 8.  | VfB Pankow                 | 18  | 3  | 5 | 10 | 016:270 | 0,59  | 11:25  |
| 9.  | Neuköllner FC Südstern (N) | 18  | 5  | 1 | 12 | 013:470 | 0,28  | 11:25  |
| 10. | BFC Nord 1908 (N)          | 18  | 2  | 2 | 14 | 015:440 | 0,34  | 06:30  |

| (P) | Berliner Pokalsieger |
| (N) | Aufsteiger           |

## Finale Berliner Fußballmeisterschaft
Das Hinspiel fand am 27. April 1924, das Rückspiel am 4. Mai 1924 statt.
|                                           | Gesamt |                                             | Hinspiel | Rückspiel |
| ----------------------------------------- | ------ | ------------------------------------------- | -------- | --------- |
| BFC Alemannia 90 (Gruppensieger Gruppe B) | 5:3    | SV Norden-Nordwest (Gruppensieger Gruppe A) | 3:1      | 2:2       |